# Argostemma longifolium
Argostemma longifolium är en måreväxtart som beskrevs av John Johannes Joseph Bennett. Argostemma longifolium ingår i släktet Argostemma och familjen måreväxter. Inga underarter finns listade i Catalogue of Life.